# Tracy Letts

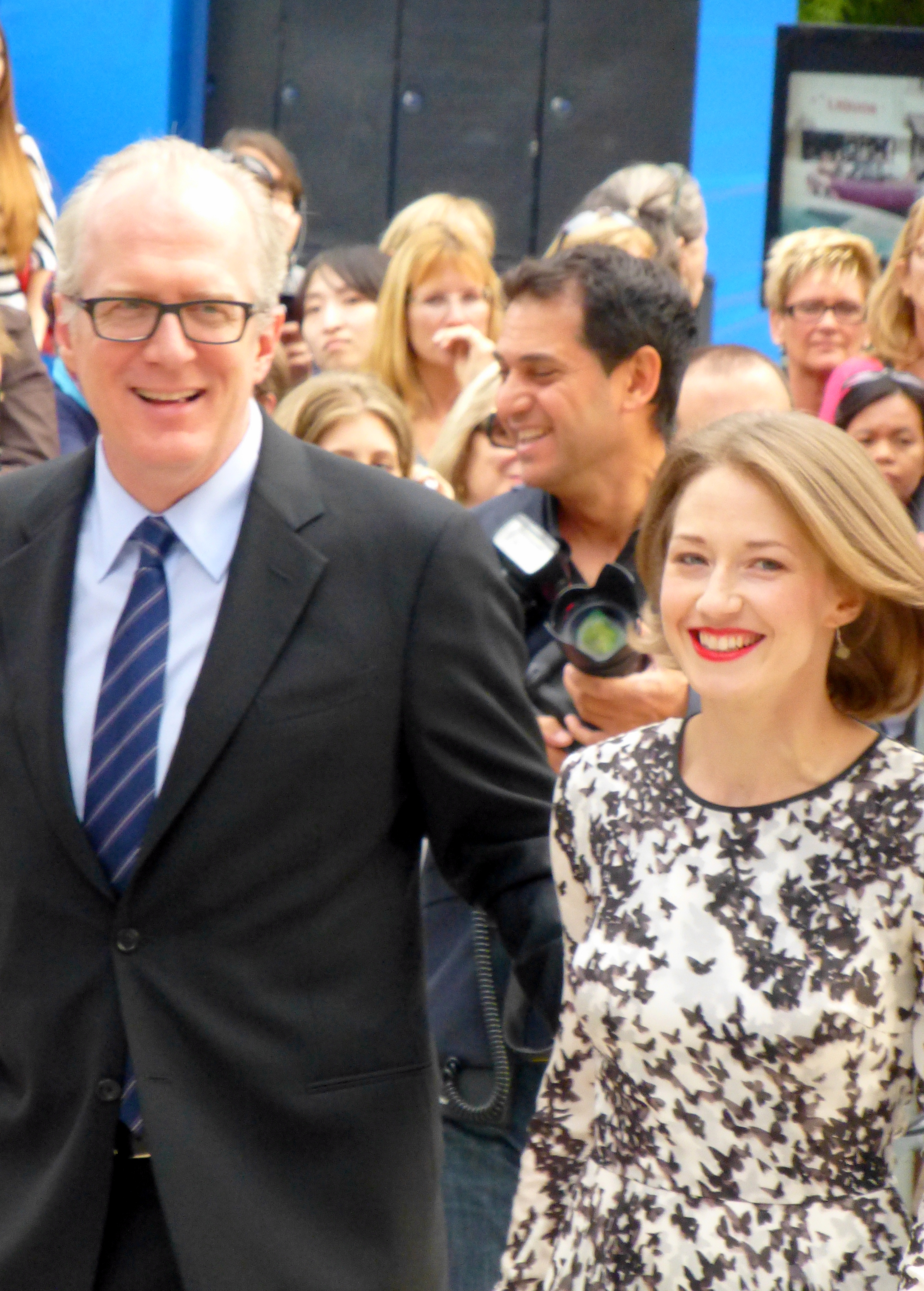
Tracy Letts amb l'actriu Carrie Coon, protagonista de Qui té por de la Virgínia Wolf?, el 2013

Tracy Letts (Tulsa, Oklahoma, 4 de juliol de 1965) és un dramaturg autor d'obres de teatre com Agost i col·laborador en sèries de televisió com The District i Prison Break. Amb Agost va guanyar un Tony i el Premi Pulitzer a la millor peça de teatre l'any 2008.
El 2013 va guanyar un nou premi Tony pel seu paper com a George a l'obra Qui té por de la Virgínia Wolf?. Actualment interpreta el paper de Andrew Lockhart a la sèrie televisiva Homeland.
L'obra Agost es va estrenar al Teatre Nacional de Catalunya el 25 de novembre de 2010, i reestrenat el 25 d'abril de 2012, dirigida per Sergi Belbel i protagonitzada per Anna Lizaran, Emma Vilarasau, Rosa Renom i Montse German.

## Biografia
Letts va néixer a Tulsa, Oklahoma. La seva mare és una coneguda autora de best-sellers i el seu pare és actor. Té dos germans, un dels quals, Shawn, és músic de jazz.
Tracy va graduar-se a Durant a principis dels vuitanta. Va treballar de cambrer i en una empresa de telemàrqueting a Dallas mentre iniciava la seva carrera d'actor. Va actuar en l'obra de Jerry Flemmons O Dammit! gràcies a la promoció de nous dramaturgs per part de la Universitat Metòdica del Sud (en anglès: Southern Methodist University).
Letts va treballar a Chicago fins als trenta-un anys a l'Steppenwolf Theatre Company i la Famous Door Theatre Company. Encara està vinculat a l'Steppenwolf. Va fundar el Bang Bang Spontaneous Theatre, on hi van treballar el dramaturg Greg Kotis i l'actor Michael Shannon.
En 1991 va escriure la seva òpera prima Killer Joe. Amb aquesta obra Tracy Letts va retratar una classe vulgar texana exempta de l'ètica basada en la consideració. Li van premiar l'obra al Next Lab Theater de Chicago i al 29th Street Rep de Nova York. Killer Joe s'ha representat a quinze països en dotze llengües diferents.

## Filmografia

### Cinema
| Any  | Títol                        | Paper             | Notes                 |
| ---- | ---------------------------- | ----------------- | --------------------- |
| 1988 | Paramedics                   | Van Owner         |                       |
| 1992 | Straight Talk                | Sean              |                       |
| 1998 | Chicago Cab                  | Sports Fan        |                       |
| 1998 | U.S. Marshals                | xèrif Poe         |                       |
| 1999 | Guinevere                    | Zack              |                       |
| 2006 | Bug                          | Guionista         |                       |
| 2007 | Cop Show                     | Michael Cooke     | curt; també guionista |
| 2012 | Killer Joe                   | Guionista         |                       |
| 2013 | Agost (August: Osage County) | Guionista         |                       |
| 2015 | The Big Short                | Lawrence Fields   |                       |
| 2016 | Wiener-Dog                   | Danny             |                       |
| 2016 | Christine                    | Michael Nelson    |                       |
| 2016 | Indignation                  | Hawes D. Caudwell |                       |
| 2016 | Elvis & Nixon                | John Finlator     |                       |
| 2016 | Imperium                     | Dallas Wolf       |                       |
| 2017 | The Lovers                   | Michael           |                       |
| 2017 | Lady Bird                    | Larry McPherson   |                       |
| 2017 | The Post                     | Fritz Beebe       |                       |
| 2019 | Ford v. Ferrari              | Henry Ford II     |                       |
| 2019 | Donetes (Little Women)       | Mr. Dashwood      |                       |

### Televisió
| Any          | Títol               | Paper                            | Notes                              |
| ------------ | ------------------- | -------------------------------- | ---------------------------------- |
| 1995         | Home Improvement    | Henry                            | Episodi: "Jill's Surprise Party"   |
| 1996–1997    | Early Edition       | Jonathan / Marksman              | 2 Episodis                         |
| 1997         | Seinfeld            | Counterguy                       | Episodi: "The Strike"              |
| 1998         | The Drew Carey Show | Lomax                            | Episodi: "Drew and the Conspiracy" |
| 1999         | Judging Amy         | Mr. Kleinman                     | Episodi: "Pilot"                   |
| 2000         | Profiler            | Mr. Adams                        | Episodi: "Train Man"               |
| 2001         | Strong Medicine     | Ken                              | Episodi: "Wednesday Night Fever"   |
| 2001         | The District        | Brad Gilroy                      | Episodi: "Melt Down"               |
| 2006         | Prison Break        | Peter Tucci                      | 2 Episodis                         |
| 2013–2014    | Homeland            | Senador/Director Andrew Lockhart | 17 Episodis                        |
| 2016–present | Divorce             | Nick                             | 9 Episodis                         |
| 2017         | Comrade Detective   | Vasile (veu)                     | Episodi: "No Exit"                 |

## Obres de teatre
Algunes de les obres de teatre que ha escrit són:
- Killer Joe (1991)
- Bug (1996)
- Man from Nebraska (2003)
- Agost (2007)
- Superior Donuts (2008)
- Lady Bird (2017)